# Танковый полк «Великая Германия»
Танковый полк «Великая Германия» (нем. Panzer-Regiment Großdeutschland) — элитное танковое формирование Вермахта.

## История полка
Танковый полк «Великая Германия» был сформирован 13 января 1943 года на базе танкового батальона «Великая Германия» (который 1 марта получил 1-й порядковый номер) и 2-го танкового батальона 203-го танкового полка.
1 июля 1943 года на базе 13-й тяжёлой танковой роты, а также 3-й роты 501-го и 3-й роты 504-го тяжёлых танковых батальонов, был сформирован 3-й тяжёлый танковый батальон Тигров.
15 октября 1943 года 1-й танковый батальон преобразован в 4-ротный батальон Пантер.
6 мая 1944 года 1-й танковый батальон включён в состав 116-й танковой дивизии.
В июне 1944 года 1-й танковый батальон включён в состав 6-й танковой дивизии.
В ноябре 1944 года 2-й танковый батальон включен в состав Бригады сопровождения фюрера.
13 декабря 1944 года 3-й тяжёлый танковый батальон переименован в тяжёлый танковый батальон «Великая Германия».
2 марта 1945 года 2-й танковый батальон переименован во 2-й танковый батальон 102-го танкового полка.

## Командиры полка
- полковник Гиацинт Граф Штрахвиц (13 января 1943 – ноябрь 1943)
- майор Юлиус Пфеффер (ноябрь 1943 – 28 декабря 1943)
- полковник Отто Бюзинг (28 декабря 1943 – 1 марта 1944)
- полковник Вилли Лангкяйт (1 марта 1944 – 15 октября 1944)
- майор (подполковник с 1 января 1945) Бруно Каль (1 ноября 1944 – 8 мая 1945)

## Организация полка
- Штаб полка (Regimentsstab)
- Ремонтная рота (Werkstatt-Kompanie)
- 1-й батальон (I. Abteilung)
  - Штабная рота (Stabskompanie)
  - 1-я рота (1. Kompanie)
  - 2-я рота (2. Kompanie)
  - 3-я рота (3. Kompanie)
  - Колонна (le. Kolonne)
  - Ремонтные службы (Werkstatt-Zug)
  - 1-я рота снабжения (Versorgungs-Kompanie I)
- 2-й батальон (II. Abteilung)
  - Штабная рота (Stabskompanie)
  - 4-я рота (4. Kompanie)
  - 5-я рота (5. Kompanie)
  - 6-я рота (6. Kompanie)
  - Колонна (le. Kolonne)
  - Ремонтные службы (Werkstatt-Zug)
  - 2-я рота снабжения (Versorgungs-Kompanie II)
- 3-й батальон (III. Abteilung)
  - Штабная рота (Stabskompanie)
  - 7-я рота (7. Kompanie)
  - 8-я рота (8. Kompanie)
  - 9-я рота (9. Kompanie)
  - Колонна (le. Kolonne)
  - Ремонтные службы (Werkstatt-Zug)
  - 3-я рота снабжения (Versorgungs-Kompanie III)

## Награждённые Рыцарским крестом Железного креста

### Рыцарский Крест Железного креста (7)
- Вальтер Пёссль, 20 апреля 1943 — командир 1-го батальона
- Ханс Лекс, 10 сентября 1943 — обер-лейтенант 7-й роты
- Йозеф Рампель, 14 декабря 1943 — обер-фельдфебель 11-й роты
- Вальтер фон Витерсхайм, 15 мая 1944 — капитан, командир 2-го батальона
- Бернхард Клемц, 4 июня 1944 — капитан, командир 5-й роты
- Рудольф Ларсен, 23 октября 1944 — унтер-офицер 2-й роты
- Фриц Пликкат, 9 декабря 1944 — фельдфебель 8-й роты

### Рыцарский Крест Железного креста с Дубовыми листьями  (1)
- Йёрг Бург, 4 октября 1944 (посмертно) — обер-лейтенант 7-й роты

### Рыцарский Крест Железного креста с Дубовыми листьями и Мечами (1)
- Гиацинт Граф Штрахвиц, 28 марта 1943 — полковник, командир полка